# MPL-50

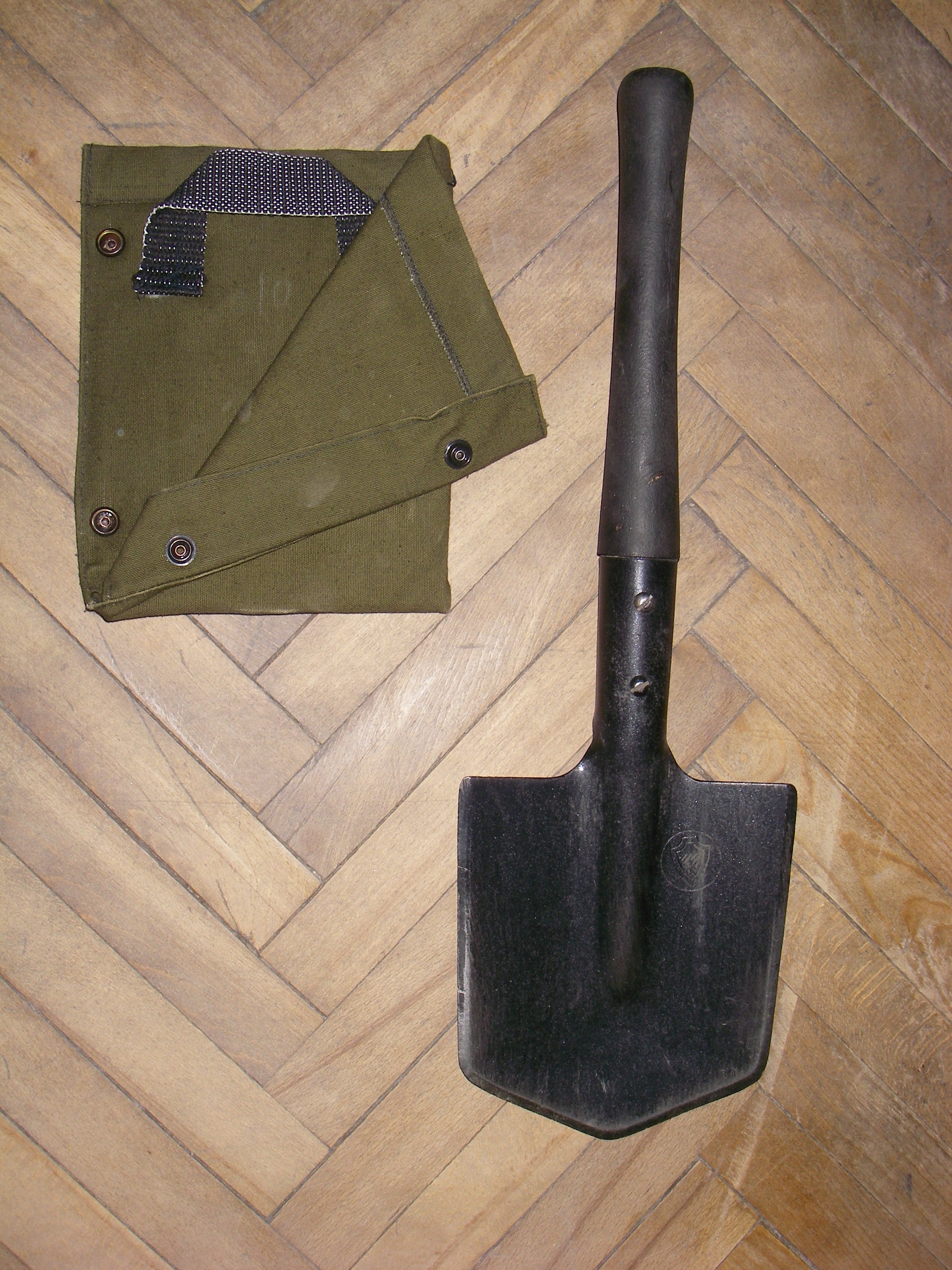
MPL-50 met hoes om aan de gordel te dragen met de steel omlaag

De MPL-50 (Russisch: МПЛ-50, малая пехотная лопата-50, malaja pechotnaja lopata-50, kleine infanteriespade 50 cm) is een 50 cm lange, niet-inklapbare pioniersschop van het Russische leger.

## Geschiedenis
De Deense kapitein van de infanterie Mads Johan Buch Linnemann ontwierp ze in 1864 toen hij vocht in de Slag om het eiland Als in de Tweede Duits-Deense Oorlog. In 1868 nam hij er octrooi op. De spade ging in 1870 in gebruik bij het Deense leger als Fodfolksspade M.1870: 256 spades per bataljon, een spade per drie soldaten. In 1871 nam het Oostenrijks leger ze in dienst en Linnemann bouwde een fabriek in Wenen om ze te produceren. Roemenië gebruikte de spades in de Russisch-Turkse Oorlog (1877-1878). In 1879 nam Denemarken 360 spades per bataljon in gebruik, de anderen kregen een houweel voor harde bodem. 
Noorwegen, Duitsland, Frankrijk (pelle-bêche portative M.1879), het Verenigd Koninkrijk, Finland, Zwitserland, Nederland, België en Polen gebruikten de spade, onder meer in de Eerste Wereldoorlog en de Tweede Wereldoorlog en in kolonies, maar betaalden geen licentierechten aan Linnemann. Tijdens de Tweede Wereldoorlog werd de spade vervangen door de inklapbare Britse patt. '08 en de Amerikaanse US M-1943.
Rusland betaalde 30.000 roebel voor 60.000 spaden. Ze waren in gebruik bij het Russische Rijk en de Sovjet-Unie en zijn dat na het uiteenvallen van de Sovjet-Unie nu nog in Rusland.

## Toepassingen
Ze dient eerst en vooral om loopgraven te graven. Een fitte soldaat kan er in zachte bodem 0,5 m³/h mee graven.
De MPL-50 is exact 50 cm lang en kan zo als lengtemaat dienen. Het blad is 15 cm breed en 18 cm lang. De twee voorkanten en een zijkant zijn scherp, zodat de schop als bijl, mes, of zaag kan dienen. Het zwaartepunt ligt in het midden, zodat de spade ook als strijdbijl of werpspeer geworpen kan worden. De vlakke kant van de spade kan als hamer dienen. De spade kan ook als peddel dienen of als pan om eten te bereiden. De houten steel is glad gemaakt met schuurpapier en dan gehard in vuur voor een glad oppervlak dat niet glijdt in de hand. In het blad staat het zegel van de producent en het jaartal van productie. De spetsnaz-eenheden oefenden met de MPL-50 voor man-tegen-mangevechten.
In maart 2023 werd – wegens een tekort aan munitie – de MPL-50 als "wapen" gebruikt door Russische troepen in man-tegen-mangevechten bij Bachmoet tijdens de Russisch-Oekraïense Oorlog.